# Kleopatřin triumf
Kleopatřin triumf, známý také jako Kleopatřin příjezd do Kilíkie, je olejomalba anglického malíře Williama Ettyho. Poprvé byla vystavena v roce 1821 a nyní se nachází v galerii Lady Lever Art Gallery v Port Sunlight za řekou Mersey v Liverpoolu. V průběhu 10. let 19. století se Etty stal mezi zaměstnanci a studenty Královské akademie umění velmi uznávaným, zejména pro své použití barev a schopnost malovat realistické tělové odstíny. Přestože od roku 1811 vystavoval na každé Letní výstavě, komerční ani kritický zájem o něj nebyl velký. V roce 1820 vystavil obraz Hledači korálů, který zobrazoval nahé postavy na pozlacené lodi. Tento obraz přitáhl pozornost sira Francise Freelinga, který si u něj objednal podobný obraz v ambicióznějším měřítku.
Kleopatřin triumf ilustruje scénu z Plútarchova díla Životopisy slavných Řeků a Římanů a Shakespearova dramatu Antonius a Kleopatra, v níž egyptská královna Kleopatra VII. cestuje na nádherně zdobené lodi do Tarsu v Kilíkii, aby zde upevnila spojenectví s římským generálem Markem Antoniem. Záměrně stísněná a přeplněná kompozice ukazuje obrovskou skupinu lidí v různém stavu svlečení, kteří se shromáždili na břehu, aby sledovali příjezd lodi. Přestože obraz nebyl v tisku všeobecně obdivován, měl okamžitý úspěch a Ettyho téměř přes noc proslavil. Etty, povzbuzen tímto přijetím, věnoval většinu následujícího desetiletí tvorbě dalších historických obrazů s nahými postavami a proslavil se kombinací nahoty a morálních poselství.

## Pozadí

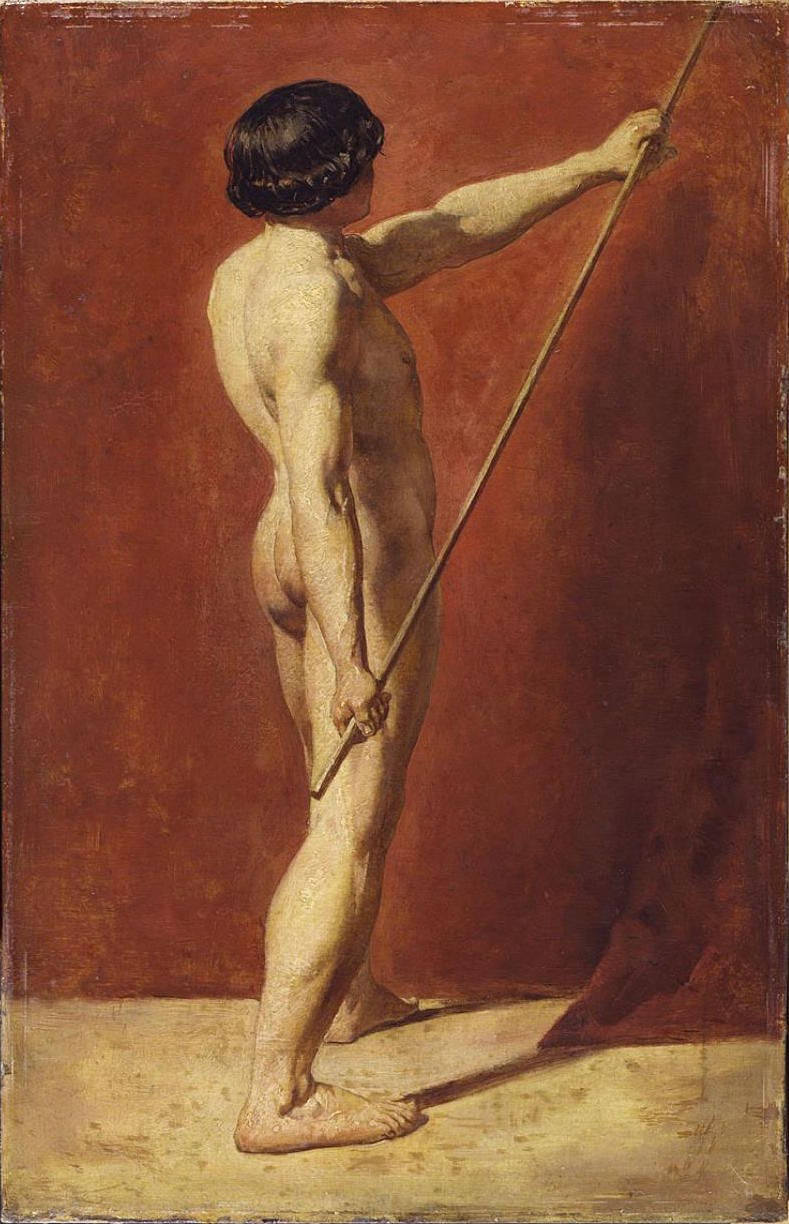
Mužský akt s holí (1814–16). Navzdory omezenému úspěchu v 10. letech 19. století byl Etty obdivován pro svou schopnost malovat tělové odstíny.

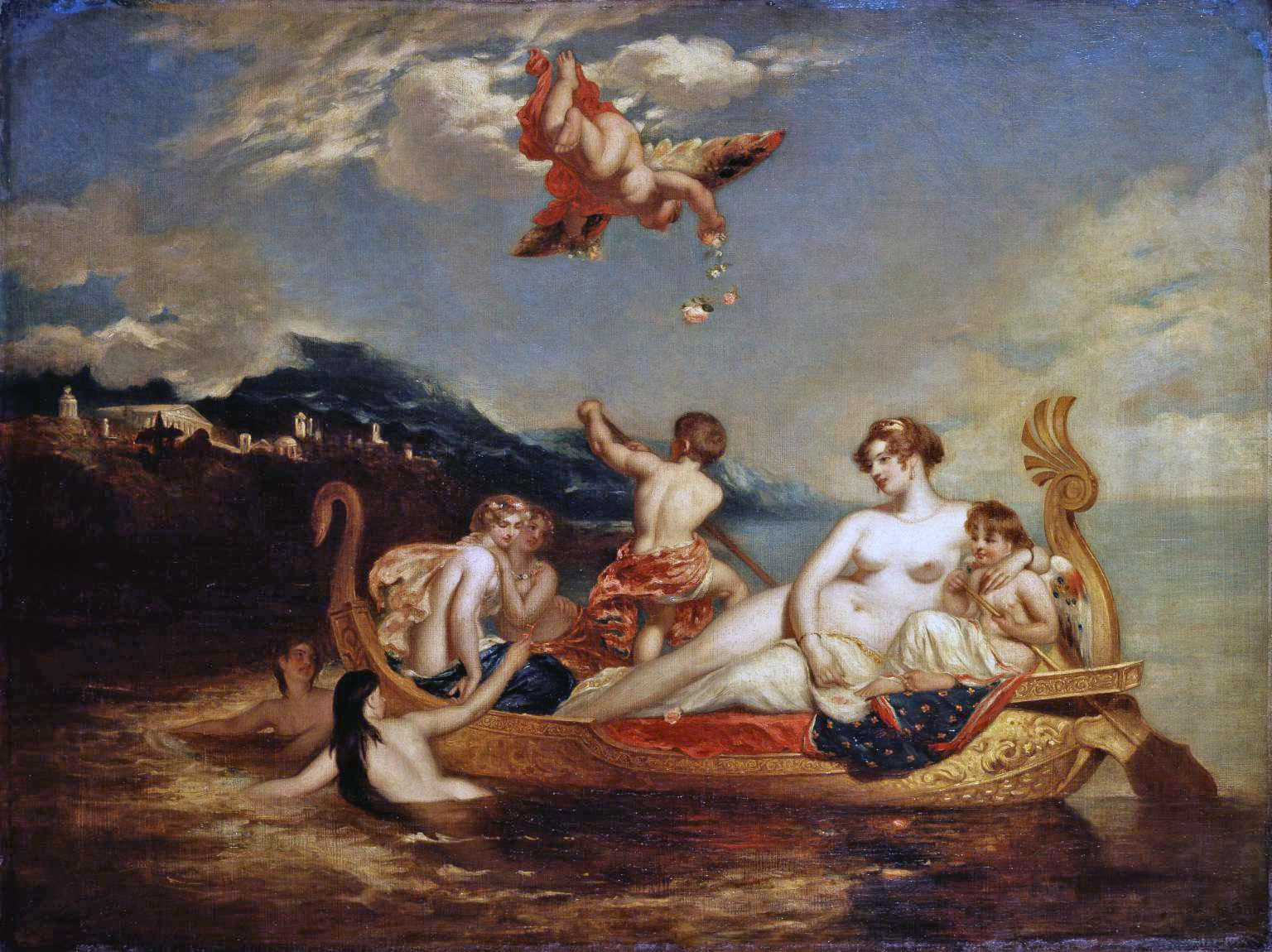
Hledači korálů (1820) přiměly Sir Francise Freelinga, aby objednal Kleopatru.

William Etty se narodil v roce 1787 v Yorku jako syn mlynáře a pekaře. Od útlého věku byl umělecky nadaný, ale jeho rodina byla finančně nezajištěná, a tak ve svých dvanácti letech opustil školu a vyučil se tiskařem v Hullu. Po ukončení sedmiletého učebního poměru se přestěhoval do Londýna s „několika kusy barevných křídových pastelek“ s cílem napodobit staré mistry a stát se historickým malířem. Počátkem roku 1807 byl Etty přijat do škol Královské akademie. Po roce stráveném studiem u proslulého portrétisty Thomase Lawrence se Etty vrátil na Královskou akademii, kde kreslil ve třídě života a kopíroval další obrazy. Neuspěl ve všech soutěžích Akademie a každý obraz, který předložil na letní výstavu, byl odmítnut.
V roce 1811 byl nakonec na Letní výstavu přijat jeden z jeho obrazů, Telemachus zachraňuje Antiopu před zuřivostí divokého kance. Etty se v Královské akademii stával všeobecně uznávaným malířem, zejména pro své použití barev a schopnost vytvářet realistické tělové odstíny, a od roku 1811 měl každý rok alespoň jedno dílo přijaté na Letní výstavu. V následujících letech však neměl příliš velký komerční úspěch a vzbudil jen malý zájem.
Na letní výstavě v roce 1820 Etty vystavil obraz Hledači korálů: Venuše a její mladičké družice připlouvají k ostrovu Pafos. Hledači korálů, silně inspirovaní Tiziánem, zobrazuje Venuši Victrix ležící nahou ve zlatém člunu, obklopenou spoře oděnými společnicemi. Obraz byl prodán na výstavě výrobci klavírů Thomasi Tomkinsonovi za 30 liber.
Sir Francis Freeling Hledače korálů na výstavě obdivoval a když se dozvěděl, že byl prodán, pověřil Ettyho, aby namaloval podobný obraz v ambicióznějším měřítku za honorář 200 guineí (asi 16 900 liber v přepočtu na rok 2021). Etty již nějakou dobu uvažoval o možnosti namalovat Kleopatru a využil příležitosti, kterou mu Freeling poskytl, a namaloval její obraz volně vycházející z kompozice Hledačů korálů.

## Kompozice
Kleopatřin triumf je volně založen na Plútarchově Životě Antoniově, který je zopakován v Shakespearově hře Antonius a Kleopatra, v níž egyptská královna Kleopatra cestuje na velkolepé lodi do Tarsu v Kilikii, aby uzavřela spojenectví s římským generálem Markem Antoniem.
| „                                                       | Proto když byla poslána různými dopisy od samotného Antonia i od jeho přátel, tak si z toho udělala takovou legraci a tak se Antoniovi vysmívala, že se nechtěla vydat na cestu jinak než na své bárce v řece Cydnus, jejíž korba byla ze zlata, plachty z purpuru a vesla ze stříbra, která se při veslování pohybovala za zvuků fléten, houkaček, citer, viol a dalších nástrojů, na které se na bárce hrálo. A nyní k její osobě: byla uložena pod pavilonem ze zlatého sukna, oblečená a vystrojená jako bohyně Venuše, jak ji obvykle malují na obrazech; a těsně vedle ní, po obou jejích stranách, stáli krásní chlapci oblečení tak, jak malíři představují boha Amora, s malými vějíři v rukou, jimiž na ni rozháněli vítr. Také její dámy a paní, nejkrásnější z nich byly oděny jako nymfy Nereidy (což jsou vodní panny) a jako Grácie, některé řídily kormidlo, jiné se staraly o náčiní a lana bárky, z níž se linula nádherná sladká vůně parfémů, jež provoněla přístaviště, obtěžkané nesčetnými zástupy lidí. | “ |
| — Plútarchos, Život Antoniův, přeložil Sir Thomas North | |   |

Kleopatra je sice povrchně podobná Hledačům korálů, ale svou záměrně stísněnou a přeplněnou kompozicí má blíže ke stylu Jeana-Baptisty Regnaulta. Jednotlivé postavy jsou záměrně neproporcionální vůči sobě navzájem i vůči lodi, zatímco četné postavy jsou těsně rozmístěny na relativně malém výseku obrazu.

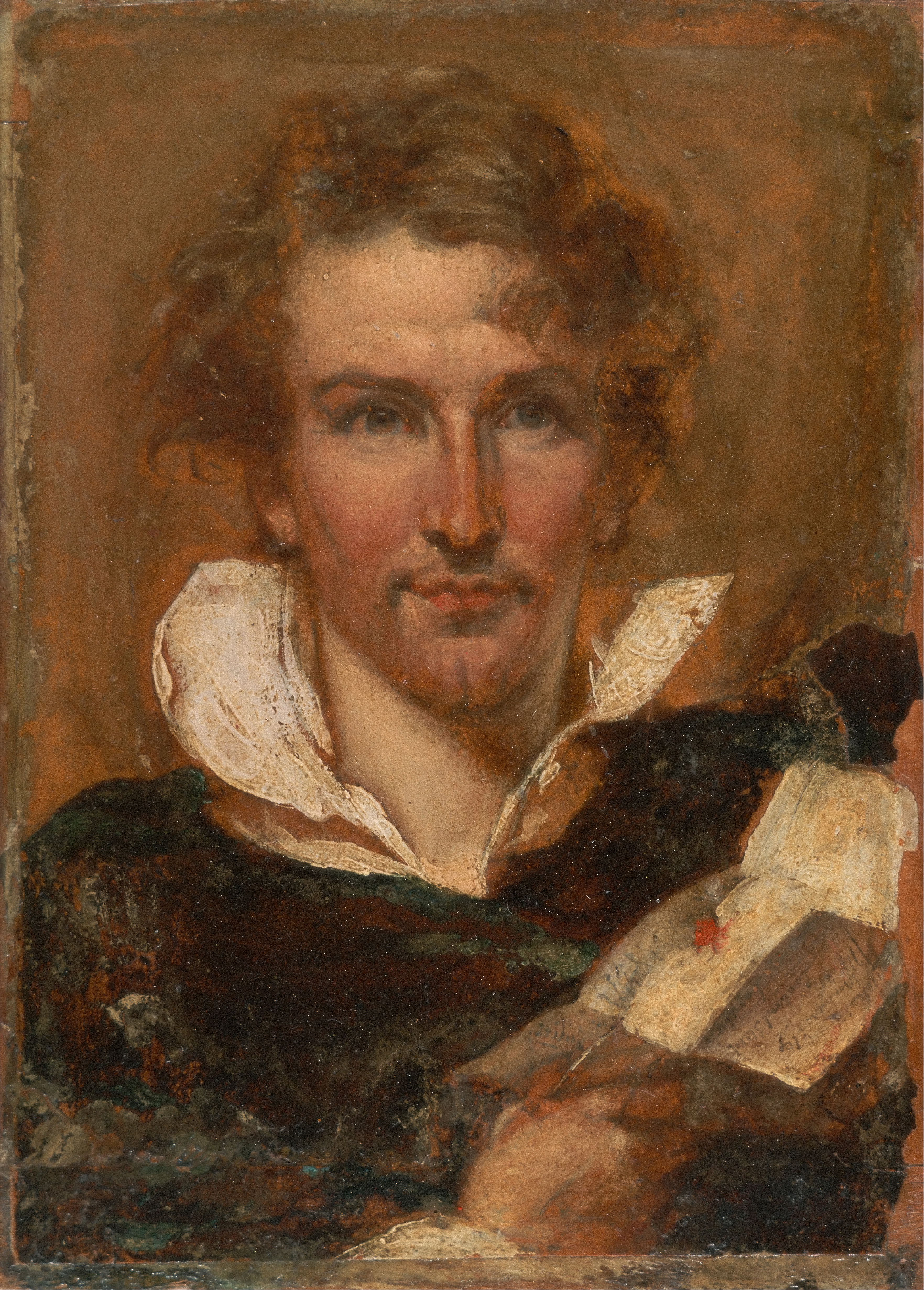
William Etty, autoportrét, 1823

Kromě Regnaulta si dílo vypůjčuje prvky od Tiziana, Rubense a klasického sochařství. Postavy jsou namalovány jako skupiny, a přestože je každá postava a skupina postav pečlivě rozmístěna a namalována, kombinace skupin působí při pohledu na obraz jako celek dojmem zmatené masy obklopující loď. (Ettyho životopisec Dennis Farr z roku 1958 poznamenává, že „[Kleopatra] obsahuje prvky, které by vystačily na tři nebo čtyři neméně ambiciózní, ale vyzráleji naplánované obrazy“. Výjev obsahuje řadu obrazů podle kreseb, které si Etty načrtl během pobytu v Londýně, například matku, která drží své dítě pro dobrý výhled, a dav na střeše chrámu v pozadí. Zahrnuje také prvky evropského malířství, které se Etty naučil při kopírování děl starých mistrů jako student, například putti na obloze. Etty velmi obdivoval benátskou školu a obraz obsahuje zjevné výpůjčky od Tiziana a dalších benátských umělců. Obsahuje také řadu prvků z Rubensových obrazů, například Néreovny a Tritona v moři před lodí.
Na anglickou malbu tohoto období je neobvyklé, že Triumf představuje Kleopatřiny průvodce, postavy tmavé i světlé pleti, za stejných podmínek a se stejnou důležitostí. Od počátku své tvorby se Etty zajímal o zobrazování rozdílů v barvě pleti a Misionářský chlapec, považovaný za jeho nejstarší dochovaný významný obraz, zobrazuje dítě tmavé pleti.

## Přijetí
Kleopatra vyvolala okamžitou senzaci; Etty později prohlásil, že den po zahájení letní výstavy se „probudil slavný“. V květnovém čísle časopisu The Gentleman's Magazine z roku 1821 byla Kleopatra označena za „dílo nejvyšší třídy“ a Charles Robert Leslie ji popsal jako „nádherný triumf barev“. Obraz se nesetkal se všeobecným souhlasem. Časopis Blackwood's Edinburgh Magazine připustil, že obraz „byl vystaven a obdivován v Královské akademii“, ale odsoudil Ettyho mytologický přístup k historickému námětu:
| „                                             | Účinek tohoto obrazu by byl mnohem intenzivnější, kdyby malíř přistupoval k události jako k pouhé skutečnosti a nepřiváděl na scénu ony létající Amory, kteří z věci dělají mytologickou pohádku. Skuteční chlapci oblečení jako Amorci by byli vhodní, ale vzdušné bytosti jsou drzosti a člověka vyřadí, když myslí na pohlaví. Kdyby tato milostná podívaná byla pouhou fikcí, místo aby se skutečně odehrála, přesto by síla jejího vylíčení spočívala v její pravděpodobnosti. | “ |
| — Blackwood's Edinburgh Magazine, březen 1822 | |   |

Etty se pokusil zopakovat úspěch Kleopatry a jeho dalším významným vystaveným dílem byla skica z jedné z Grayových ód (Mládí na pranýři), vystavená v lednu 1822 v British Institution. Stejně jako v případě obrazů Hledači korálů a Kleopatra zobrazoval tento obraz pozlacenou loďku plnou nahých postav a jeho vystavení vyvolalo odsouzení ze strany The Times:
| „                           | Využíváme této příležitosti, abychom panu Ettymu, který si získal jistou pověst malbou „Kleopatřiny galéry“, doporučili, aby se nenechal svést ke stylu, který může uspokojit jen ten nejprohnilejší vkus. Nahé postavy, jsou-li namalovány s Rafaelovou čistotou, lze snést: ale nahota bez čistoty je urážlivá a neslušná a na plátně pana Ettyho je to pouhé špinavé maso. Pan Howard, jehož poetické náměty někdy vyžadují nahé postavy, nikdy neznechucuje oko ani mysl. Ať se pan Etty snaží získat stejně čistý vkus: měl by vědět, že právě jemný vkus a čistý mravní cit jsou synonyma. | “ |
| — The Times, 29. ledna 1822 | |   |

Navzdory tónu byl Etty rád, že si ho všimly tak vlivné noviny, jako jsou The Times, a mnohem později se přiznal, jak ho potěšilo, že si „Times všimly mě. Cítil jsem, že kola mého vozu jsou na správné cestě ke slávě a cti, a teď jsem jel dál jako další Jehú!“. Pravděpodobně v důsledku kritiky v The Times požádal Freeling Ettyho, aby přemaloval postavy v popředí Kleopatry. V roce 1829, poté, co se Etty stal uznávaným umělcem, Freeling povolil obnovu postav do původního stavu.

## Odkaz
Kritika Ettyho příliš neodradila od snahy zopakovat úspěch Kleopatry a soustředil se na malování dalších historických obrazů s nahými postavami. Na Letní výstavě v roce 1820 vystavil 15 obrazů (včetně Kleopatry) a všechny kromě jednoho obsahovaly alespoň jednu nahou postavu. Etty se tak stal prvním anglickým umělcem, který začal brát studie aktů jako samostatnou vážnou uměleckou formu, schopnou být esteticky přitažlivou a přinášet morální poselství.

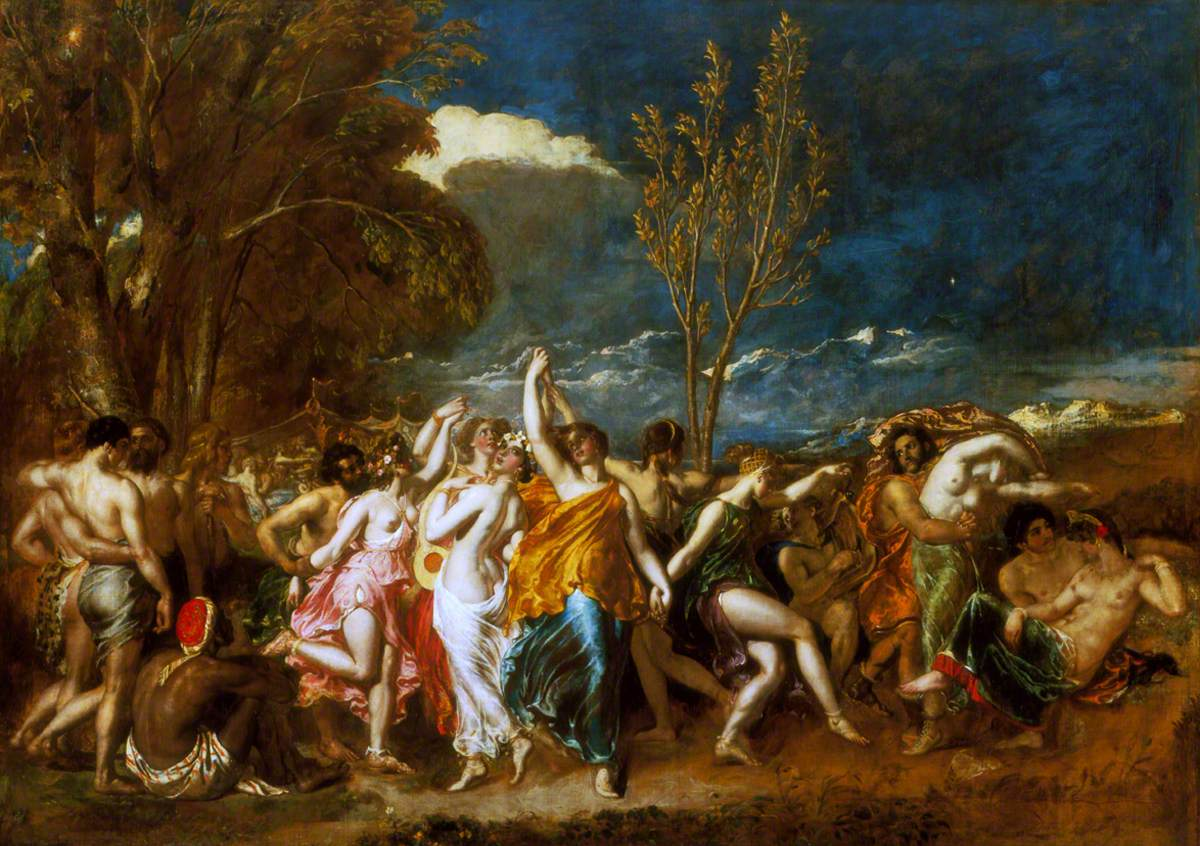
Svět před potopou (1828) znovu používá některé prvky z Kleopatřina triumfu.

V letech 1823-24 podnikl Etty delší studijní cestu do Francie a Itálie a vrátil se jako velmi úspěšný umělec. Jeho monumentální obraz Boj: Žena prosí za poražené o rozměrech 304 × 399 cm z roku 1825 byl velmi dobře přijat a o Ettym se začalo mluvit jako o jednom z nejlepších anglických malířů. V únoru 1828 Etty osmnácti hlasy proti pěti porazil Johna Constabla a stal se řádným členem Královské akademie, což byla v té době nejvyšší pocta, kterou mohl umělec získat. Příležitostně znovu používal prvky z Kleopatry ve svých pozdějších obrazech, například černého vojáka, který dřepí na boku lodi v Kleopatře a který také sedí a pozoruje tanečníky v obraze Svět před potopou z roku 1828.
Etty až do své smrti v roce 1849 vytvářel obrazy od zátiší po formální portréty a vzbuzoval obdiv pro svou techniku i kritiku pro údajnou obscénnost. V letech následujících po jeho smrti se Ettyho díla stala velmi sběratelsky ceněnými a při dalším prodeji vynášela obrovské částky. Změna vkusu od 70. let 19. století způsobila, že historické obrazy v Ettyho stylu rychle vyšly z módy a koncem 19. století klesla hodnota všech jeho děl pod jejich původní ceny.
Navzdory svým technickým nedostatkům zůstala Kleopatra oblíbenou mezi mnoha Ettyho obdivovateli ještě za jeho života; v roce 1846 ji Elizabeth Rigbyová popsala jako „nádherný zmatek postav“ a "tu nádhernou Kleopatru od Ettyho".
Po Freelingově smrti v roce 1836 byla Kleopatra prodána za 210 guineí, což byla přibližně stejná cena, jakou za ni zaplatil Freeling, a dostala se do sbírky lorda Tauntona. V Tauntonově vlastnictví byla vystavena na řadě významných výstav, včetně velké Ettyho retrospektivy v roce 1849, výstavy uměleckých pokladů v roce 1857 a mezinárodní výstavy v roce 1862. Po Tauntonově smrti v roce 1869 byla prodána několika majitelům za různé ceny, přičemž v roce 1880 dosáhla nejvyšší ceny 500 guineí (asi 53 000 liber v roce 2021) a při každém dalším prodeji její cena klesala. V roce 1911 jej za 240 guineí (asi 26 000 liber v roce 2021) koupil William Lever, 1. vikomt Leverhulme, který byl velkým Ettyho obdivovatelem a měl řadu jeho obrazů pověšených ve vstupní hale svého domu. Od té doby zůstává ve sbírce, kterou Leverhulme shromáždil a která je od roku 1922 umístěna v galerii Lady Lever Art Gallery.